# جان ديدينز
جان ديدينز (14 سبتمبر 1906 – 21 يوليو 1972) لاعب كرة قدم بلجيكي راحل كان يجيد اللعب في خط الهجوم في نادي راسينغ مالينوا .
لعب مباراتين مع منتخب بلجيكا في دورة الألعاب الأولمبية 1928 في أمستردام ومثلهما في بطولة كأس العالم 1930 في الأوروغواي .

## روابط خارجية
- جان ديدينز على موقع الاتحاد الدولي (مؤرشف)  (الإنجليزية)
- جان ديدينز على موقع الاتحاد البلجيكي (الإنجليزية)
- جان ديدينز على موقع قاعدة بيانات كرة القدم.إي يو (الإنجليزية)
- جان ديدينز على موقع ناشيونال فوتبول تيمز (الإنجليزية)
- جان ديدينز على موقع عالم كرة القدم.نت (الإنجليزية)
- جان ديدينز على موقع أوليمبيديا (الإنجليزية)